# يوم الأحد الدامي (فلم)
يوم الأحد الدامي هو فيلم مصري عُرض سنة 1975، بطولة رشدي أباظة وميرفت أمين ونور الشريف، ومن إخراج نيازي مصطفي.

## قصة الفيلم
يهرب ثلاثة مساجين من السجن، (سلطان) و(حمادة) أخوه، ومعهما السجين (جلش) بالغ القسوة، يحاولون الاختفاء بعيدًا عن أنظار البوليس، في يوم هادئ في ضاحية المعادي يجدون فيلا يهبطون إليها، ويسيطرون على مقدراتها ومقدرات أسرة الدكتور (زكي) التي تسكنها، ويخيم جو من الرعب على تلك الأسرة البريئة، وتبحث الشرطة عن الهاربين، وتفتش المنازل، ويبدو الدكتور زكي رابط الجأش، محاولًا إيجاد مخرج من هذا الأسر.

## طاقم التمثيل
- رشدي أباظة: (سلطان)
- ميرفت أمين: (أميرة)
- نور الشريف: (حمادة)
- زهرة العلا: (إنعام)
- عماد حمدي: (الدكتور زكي)
- علي الشريف: (جلش)
- رشوان توفيق: (الضابط رفيق)
- محمود عبد العزيز: (مراد)
- ليلى صادق: (نادية)
- أمينة الشريعي
- عامر عدنان: (الطفل أشرف)
- محمد رفعت
- إبراهيم قدري: (عم محمود الجنايني)
- منى إبراهيم: (زيزي)
- محمد عسكر
- عبد العظيم شعلان
- إبراهيم صبح
- الطوخي توفيق
- حسن أنيس
- صالح الإسكندراني
- محمود دويدار
- عبد الحميد أنيس
- دينا عبد الله: (طفلة)
- أحمد سلامة: (حمادة - طفل)
- فريد شوقي: (ضيف شرف)
- قدرية كامل

## فريق العمل
- إخراج: نيازي مصطفى
- اقتباس القصة: رؤوف حلمي، عبد الحي أديب
- سيناريو وحوار: عبد الحي أديب
- مدير التصوير: رمسيس مرزوق
- مونتاج: جلال مصطفى
- موسيقى تصويرية: طارق شرارة
- إنتاج: المتحدة للسينما (صبحي فرحات)
- توزيع: المتحدة للسينما (صبحي فرحات)